# Habsburg Mária Anna Jozefa főhercegnő
További Mária Anna nevű személyeket lásd itt.
Habsburg Mária Anna Jozefa főhercegnő (németül Maria Anna Josepha von Österreich), (Regensburg, 1654. december 30. – Bécs, 1689. április 14.) osztrák főhercegnő.

## Élete

### Származása
Mária Anna Jozefa főhercegnő édesapja III. Ferdinánd német-római császár, magyar és cseh király, édesanyja Ferdinánd harmadik felesége, Gonzaga Eleonóra mantovai hercegnő (1630-1686) volt.

### Házassága, gyermekei
1678. október 25-én Bécsújhelyen férjhez ment János Vilmos pfalzi választófejedelemhez, akinek a nővére, Eleonóra Magdolna pfalzi palotagrófnő 1676 óta Mária Anna féltestvérének, I. Lipót császárnak a felesége volt. A házasságból két ismeretlen nevű fiúgyermek született:
- ismeretlen nevű fiú (*/† Düsseldorf, 1683. február 6.)
- ismeretlen nevű fiú (*/† Bécs, 1686. február 5.)

Mária Anna Jozefa főhercegnő 1689. április 14-én halt meg Bécsben. Holttestét a Habsburgok hagyományos temetkezőhelyén, a bécsi kapucinusok templomának kriptájában temették el. Halála után két évvel, 1691-ben férje másodszor is megnősült.